# Melotron

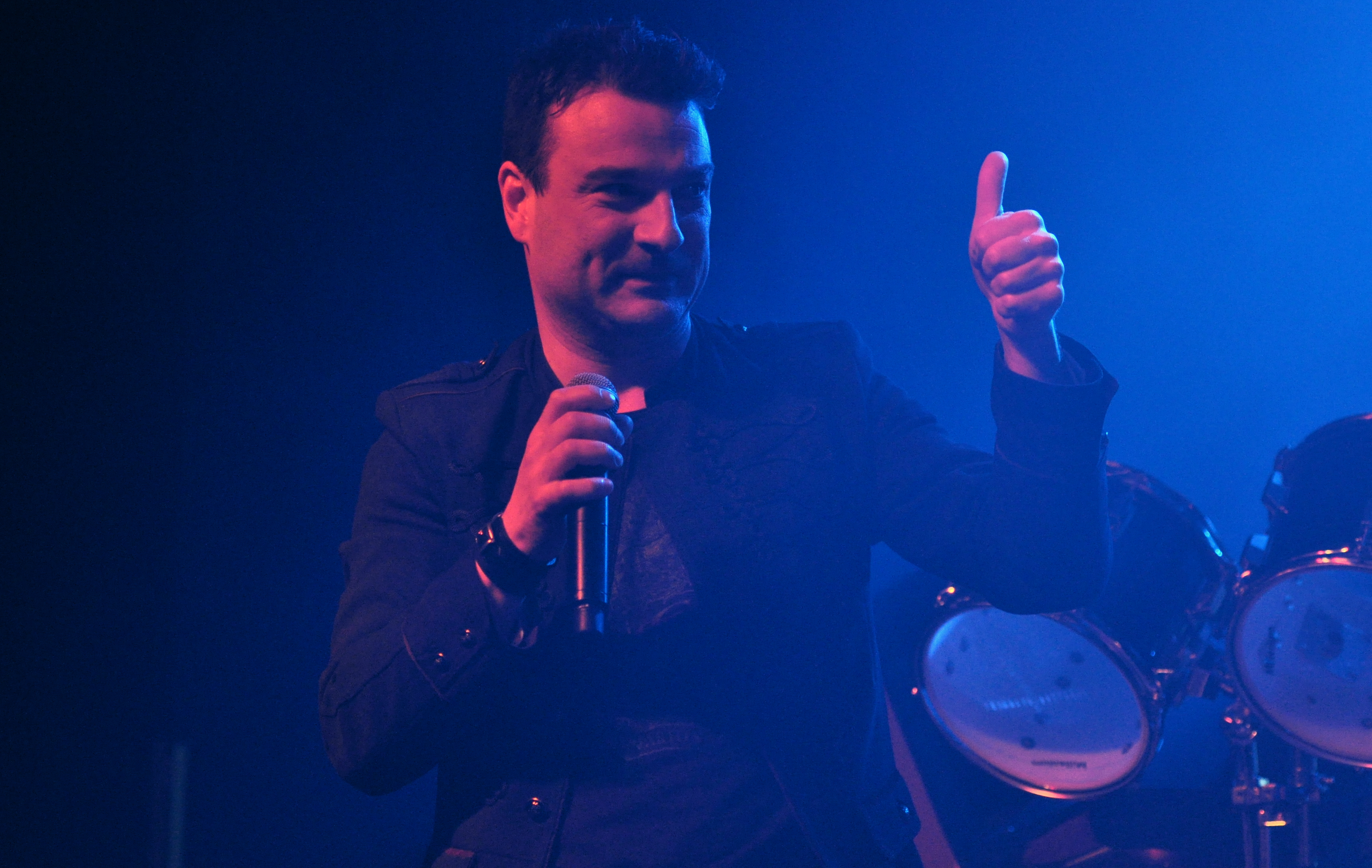
MELOTRON

Melotron — музыкальный коллектив из Германии, один из популярных в России среди групп направления синти-поп , Futurepop. Образованная в 1996 году группа неоднократно выступала перед российской публикой (в частности, в Москве в 2002, 2003, 2005, 2007, 2008, 2010 и 2013 гг.). В частности, в 2013 году группа приняла участие в московском Synthetic Snow Festival, наряду с такими группами как Diary of dreams, Substaat, Patenbrigade:Wolf и 32crash.

## Состав
- Энди Крюгер (Andy Krüger) — вокал, музыка
- Эдгар Слатнов (Edgar Slatnow) — синтезаторы, тексты
- Кай Хильдебрандт (Kay Hildebrandt) — синтезаторы

## Дискография

### Альбомы
- 1999 - Mörderwerk
- 2000 - Fortschritt
- 2001 - Fortschritt (Special US version features two bonus tracks not found on the import release.)
- 2002 - Weltfrieden
- 2003 - Sternenstaub
- 2003 - Mörderwerk  (RR)(Переиздание с тремя бонус- треками)
- 2005 - Cliche
- 2007 - Propaganda
- 2014 - Werkschau
- 2018 - Für Alle

### Синглы
- 1998 - Dein Meister
- 1999 - Der Blaue Planet
- 1999 - Kindertraum V1
- 1999 - Kindertraum V2
- 1999 - DJ-Traum (Promo)
- 2000 - Tanz mit dem Teufel
- 2002 - Gib Mir Alles
- 2003 - Kein Problem
- 2003 - Klangkombinat
- 2005 - Wenn wir wollten
- 2005 - Menschenfresser
- 2007 - Das Herz
- 2007 - Liebe Ist Notwehr
- 2013 - Stuck in The Mirror

### EPs
- 2000 - E.P. Sode 3
- 2001 - Brüder
- 2003 - Folge Mir Ins Licht